# オーガスタ (ジョージア州)
オーガスタ（英: Augusta [ə'ɡʌstə] ）は、アメリカ合衆国ジョージア州にある都市である。人口は20万2080人（2020年）。アトランタの東240キロメートルにあり、サウスカロライナ州の州境に接している。州内では、アトランタ、コロンバスに続いて3番目に大きな都市である。
1996年、オーガスタ市とリッチモンド郡の行政府が統合し「オーガスタ=リッチモンド郡」となった。一元化された市郡は単にオーガスタと呼ばれている。一元化されたオーガスタの市域にはリッチモンド郡がほとんど含まれているが例外があり、ヘプジバーとブライズの2つの町には独立した行政府がある。
オーガスタ・ナショナル・ゴルフクラブでは、毎年ゴルフのメジャー選手権の一つマスターズ・トーナメントが開催される。
オーガスタの名前は、イギリス王ジョージ2世の長男の妻でジョージ3世の母となったオーガスタ・オブ・サクス＝ゴータ（1719年 - 1772年）に因んでいる。1785年から1795年までジョージア州では2番目の州都であった（最初の州都サバンナと交互になっていた）。

## 概要
オーガスタは南部バプテスト連盟の生まれた場所であり、最古の自治的なアフリカ系アメリカ人バプテスト教会であるスプリングフィールド・バプテスト教会が現存する。アフリカ系アメリカ人の歴史はルーシー・クラフト博物館で見られる。他にも宗派の建てた教会が市の中心街にあり、セントポール教会や聖なる心教養センターなど歴史的建造物になっている。
地域の3つの大きな雇用主はサバンナ・リバー・サイト（サウスカロライナ州にあるアメリカ合衆国エネルギー省所管の核施設）、アメリカ陸軍の信号通信所とゴードン砦、およびオーガスタ大学である。
オーガスタのニックネームは「庭園市」(The Garden City)である。マスターズ・トーナメントを主催するようになってから、「マスターズ市」(Masters City)とも呼ばれるようになった。ヒップホップの集まりでは短縮して"The AUG"とも言われている。市のモットーは最近採用されたもので、「気分がいい」(We feel Good)である。これは、この土地で生まれたソウルミュージックの帝王ジェームス・ブラウンの曲から来ている。市を特徴付けるのがブラウンの銅像であり、オーガスタ広場に立っている。ウッドロウ・ウィルソン大統領は父親が長老派教会の牧師であった1860年から1870年をここで過ごしたのでオーガスタを故郷と呼んでいた。ウィルソンの家は観光客に公開されている。 オーガスタのもう一人の有名人はアメリカ独立宣言に署名した者の中で一番若かったジョージ・ウォルトンである。ウォルトンの家も公開されている。
オーガスタには進んだ芸術の地域社会がある。ガートルード・ハーバート芸術大学、モーリス美術館、芸術家の通りおよび芸術家委員会が地域社会に含まれる例である。オーガスタ交響楽団、オーガスタ劇場、オーガスタ・バレー劇場では観衆を楽しませてくれる。インペリアル・シアターはブラウンが練習に使った歴史的建物である。
サバンナ川はオーガスタの設立と歴史に大きな役割を果たした。観光客は中心街のオーガスタ・リバーウォークでサバンナ川の散策を楽しめる。オーガスタ・マリーナでは貸しボートを提供している。1845年に水資源として造られたオーガスタ運河を周遊することもできる。

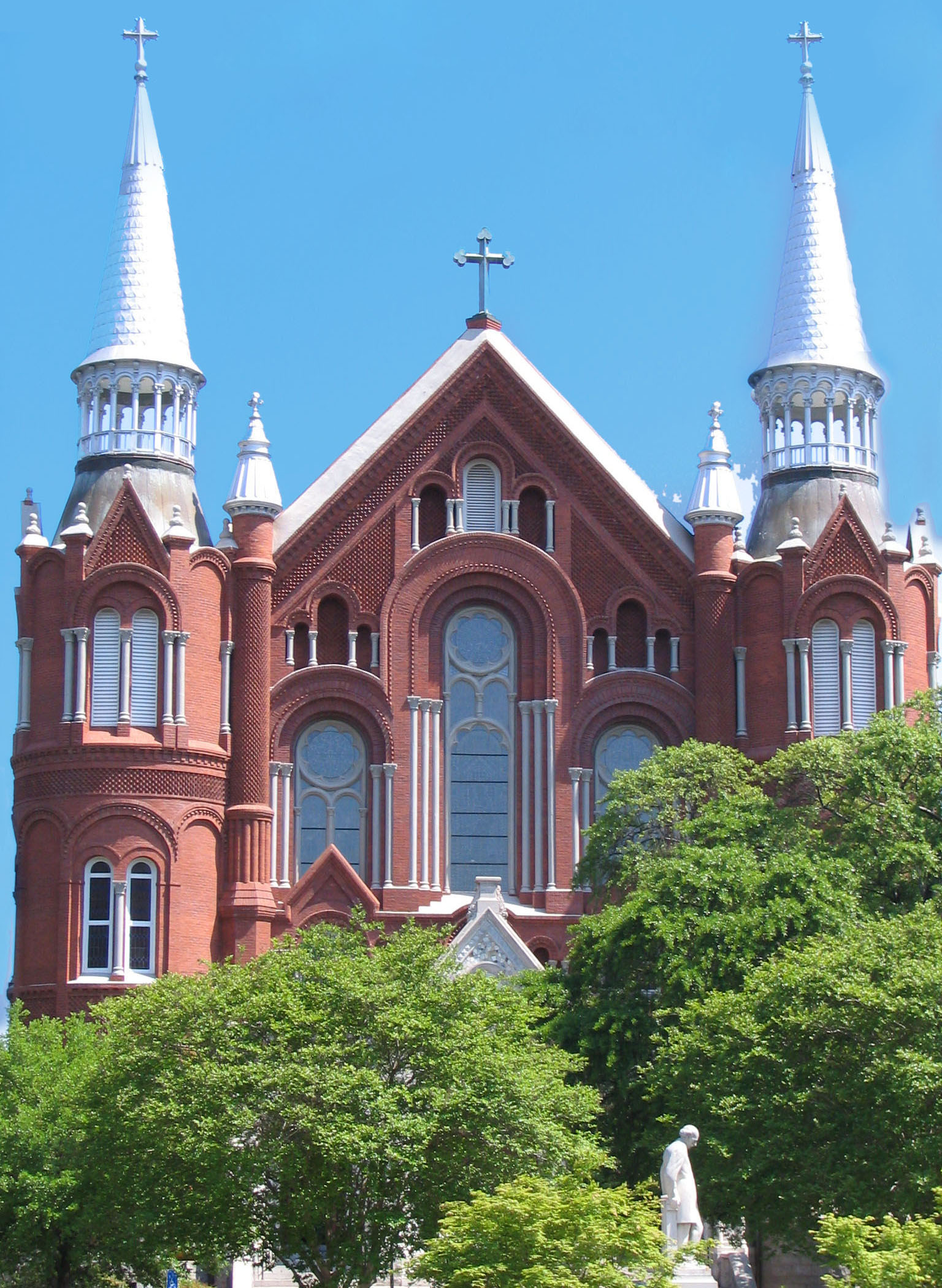
聖なる心教会
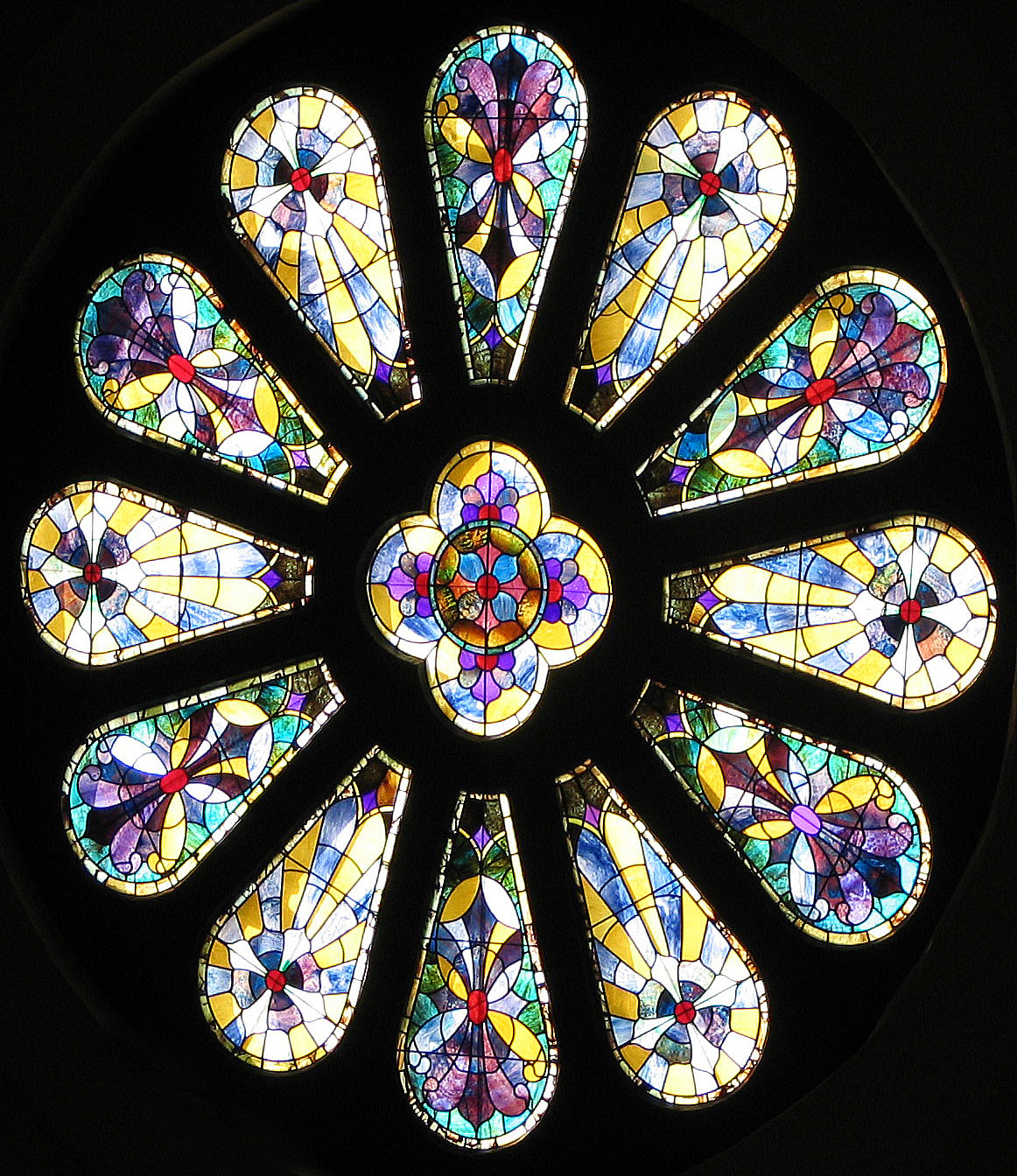
ステンドグラス
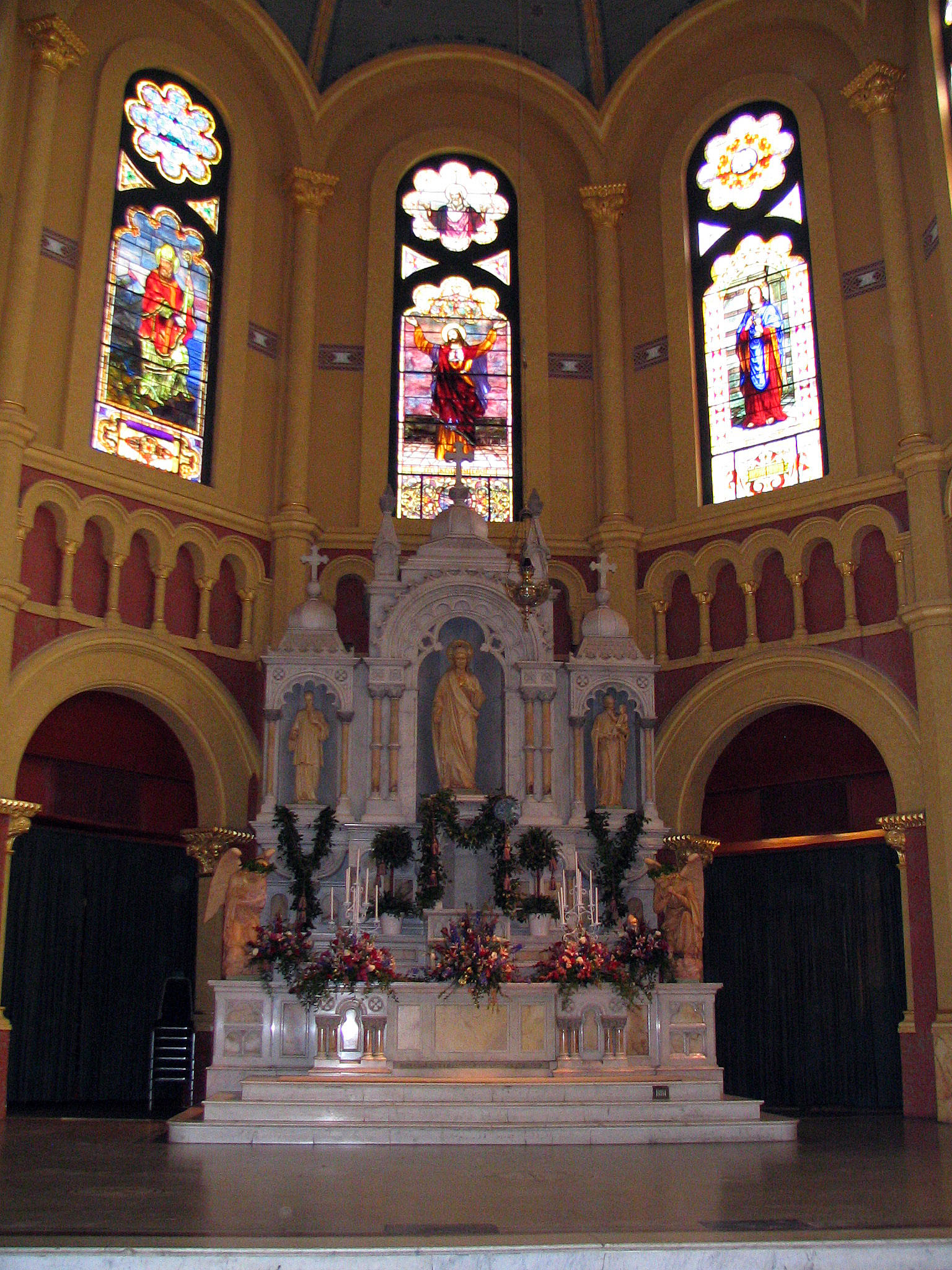
内部

## 地理

### 地勢
オーガスタは北緯33度20分12秒 西経81度58分30秒 / 北緯33.33667度 西経81.97500度に位置している。アメリカ合衆国統計局によると、オーガスタ=リッチモンド郡は総面積793.2km2(306.5mi2) である。うち782.5km2(302.1mi2) が陸地で11.3km2(4.3mi2) が水域である。総面積の1.42%が水域となっている。
オーガスタはサバンナ川の中流にあり、サバンナ川に多くの小さな滝が落ちる瀑布線上にある。サバンナ川を使って航行可能な水路の終点でもある。オーガスタの近くの瀑布線にクラークスヒル・ダムが造られ、ストローム・サーモンド湖またはクラークスヒル湖が造られた。その下流のコロンビア郡の境界近くにスティーブンス・クリーク・ダムが造られ、サバンナ川とオーガスタ運河を分けている。

### 気候
ケッペンの気候区分に従えば、オーガスタは多湿の亜熱帯気候にあたる。冬は和やかであり、夏は湿気が多い。夏の平均最高気温は 90.6°F(32.6℃)、最低気温は 67.8°F(19.9℃) である。冬の平均最高気温は 58.9°F(14.9℃)、最低気温は 34.4°F(1.3℃) である。
| 平均・最高・最低気温        |       |       |       |      |      |       |       |       |      |      |      |       |
| 月                          | 1月   | 2月   | 3月   | 4月  | 5月  | 6月   | 7月   | 8月   | 9月  | 10月 | 11月 | 12月  |
| 過去最高 ℃                  | 27.8  | 30.0  | 31.7  | 35.6 | 37.2 | 40.6  | 42.7  | 42.2  | 38.3 | 36.1 | 32.2 | 27.8  |
| 平均最高 ℃                  | 13.6  | 16.3  | 20.7  | 24.8 | 28.8 | 32.0  | 33.3  | 32.3  | 29.6 | 24.7 | 19.9 | 15.1  |
| 平均最低 ℃                  | 0.6   | 1.9   | 5.8   | 9.1  | 14.0 | 18.6  | 20.9  | 20.2  | 16.9 | 9.8  | 4.9  | 1.5   |
| 過去最低 ℃                  | -18.3 | -12.7 | -11.1 | -3.3 | 1.7  | 8.3   | 12.8  | 11.1  | 2.2  | -5.6 | -9.4 | -15.0 |
| 降水量 (mm)                 | 114.3 | 104.4 | 117.1 | 74.8 | 78.0 | 106.4 | 103.4 | 113.8 | 91.2 | 81.3 | 68.1 | 79.8  |
| Source: USTravelWeather.com |       |       |       |      |      |       |       |       |      |      |      |       |

## 歴史

### 設立

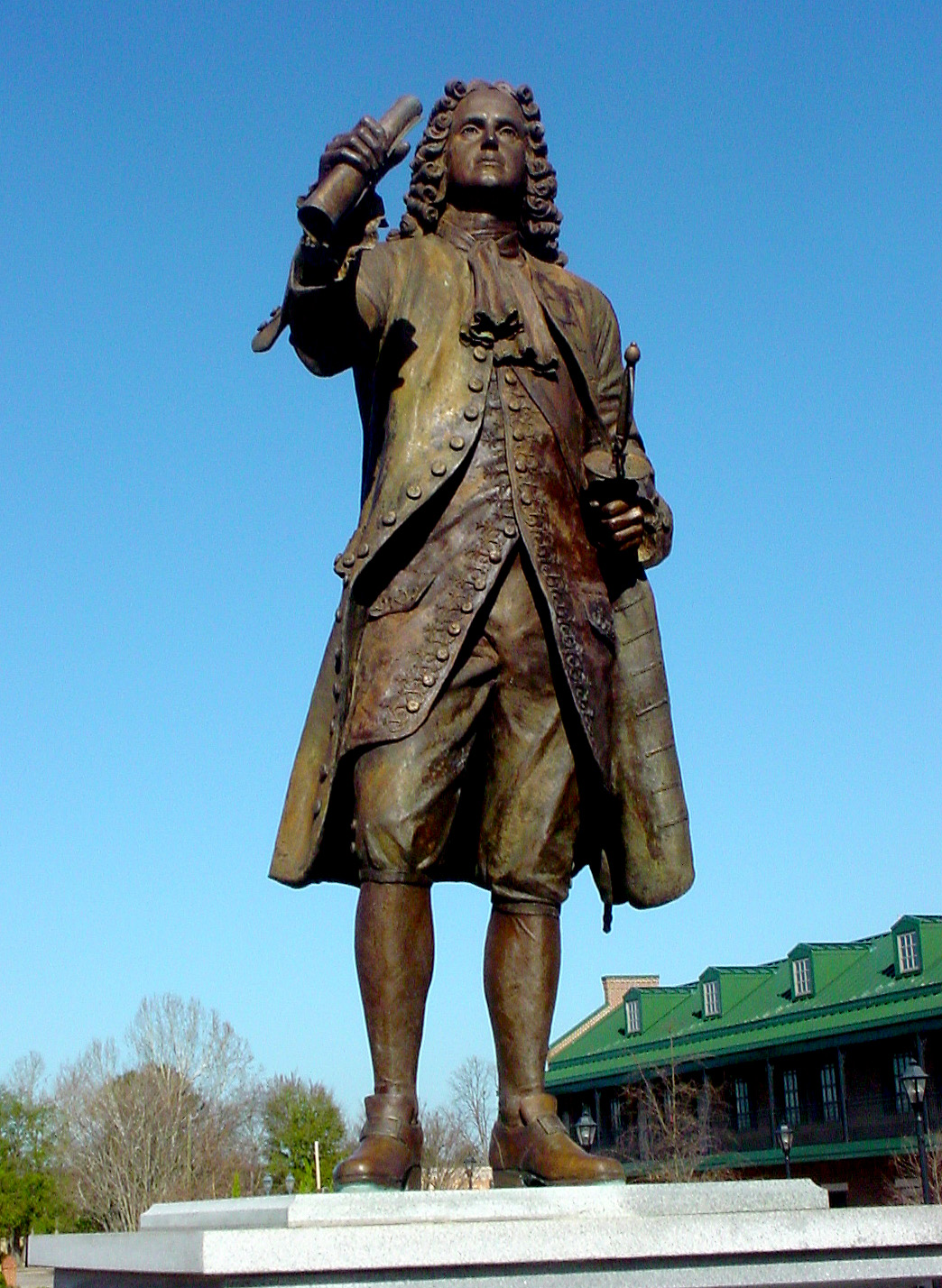
ジェイムズ・オグルソープ

オーガスタは瀑布線に位置するので、先住民族がサバンナ川を横切る場所として使ったのが最初であった。
1735年ジェイムズ・オグルソープがサバンナを設立した2年後、サバンナ川を遡る分遣隊を派遣し、航行可能な川上に拠点を造るよう命令した。この仕事はノーベル・ジョーンズの手に渡り、スペインやフランスに対する第1防衛線となる入植地を造った。オグレソープは当時の皇太子フレデリックの妻オーガスタ妃に因んで町の名前をオーガスタと名づけた。
町はサバンナ川に向かう緩やかな斜面に配置され、直ぐ東の砂丘は“サマービル”として知られるようになった。町民は周辺に住んでいたクリーク族やチェロキー族インディアンと友好的に共生していた。
1739年、サバンナと結ぶ道路の建設が始まった。このことは、船ではなく馬でオーガスタに来ることを可能にし、多くの人々が内陸のオーガスタに移住してくるようになった。1750年、オーガスタの最初の教会セントポールズ教会がオーガスタ砦の近くに建設された。これが地域教区の始まりとなった。
ジョージア植民地の新しい憲法のもとで、1777年に新しい政治体制が布かれ、オーガスタの教区政府は新しい郡政府に置き換えられた。郡名のリッチモンドは、リッチモンド公爵に因んで名づけられた。

### アメリカ独立戦争と1800年代
アメリカ独立戦争の間、サバンナがイギリス軍の占領するところとなった。このためにオーガスタが首都となり、イギリス軍の新しい主要目標にされた。1779年1月31日、オーガスタはイギリス軍のアーチボルド・キャンベル中佐によって占領された。しかし、アメリカ軍がサバンナ川の対岸に結集するとキャンベルはすぐに撤退した。オーガスタは再び首都となったが、これも長く続かなかった。独立戦争の末期に再びイギリス軍に占領された。
この頃から南北戦争の頃まで、オーガスタ運河の建設も貢献して、オーガスタは繊維、火薬および紙の製造で先導者となった。1845年には土地の企業ファニン・グラント&Coがジョージア鉄道を敷き、アトランタと結ばれたうえにチャタヌーガでテネシー川にも結ばれ、ミシシッピ川までの交通が可能になった。国の中央部からサバンナ川を介して大西洋まで経費を節約できるこの経路によって、貿易量が大きく増加した。オーガスタの人口は1860年に12,493人となり、当時1万人を越えた102の全米都市の一つとなり、ジョージア州でも2番目となった。

### 南北戦争から第二次世界大戦
元々、オーガスタの民衆は南北戦争の考え方を歓迎した。連合火薬製造所はアメリカ連合国が建設し完成させた唯一の恒久的建造物であった。2,000名以上のオーガスタ市民が戦いに参加したが、1863年の夏まではオーガスタ市民の心には戦争が入って来ていなかった。侵略を恐れてこの地域に逃亡してきた何千もの避難民がオーガスタの町を込み合わせ、住居や物資の不足を招いた。続いてウィリアム・シャーマン将軍の軍隊が接近していると言う脅威が訪れ、静かな町の通りに恐慌が走った。しかし、町が焼き払われることはなかった。
1828年、ジョージア州議会はジョージア医科専門学校の設立を公式に認め、市民病院の2つの部屋を借りて医者の養成が開始された。1873年、ジョージア大学との提携がなり、ジョージ大学の医学部となった。さらに1956年、ジョージア医科大学となった。1914年大学病院が医科大学の近くに設立され、町の高度に発達した医療地区の基盤となった。
多くの南部都市とは異なり、オーガスタの南北戦争後の生活は大変繁栄していた。20世紀の初めまでに、オーガスタは世界でも最大の内陸綿市場の一つになった。近郷には、キャンプ・ハンコックという新しい軍隊基地が第一次世界大戦の間に設営された。
第二次世界大戦の前に、アメリカ陸軍はリッチモンド郡近くに新しい砦、ゴードン砦を建設し始め、真珠湾攻撃の数日前に完成した。多くの新兵がこの砦に来て訓練を施され戦場に向かった。第二次世界大戦の後数ヶ月、ゴードン砦にいた多くのGIが帰郷し、地域社会における軍隊の重要さがほぼ終わったかに見えた。

### オーガスタの黄金時代

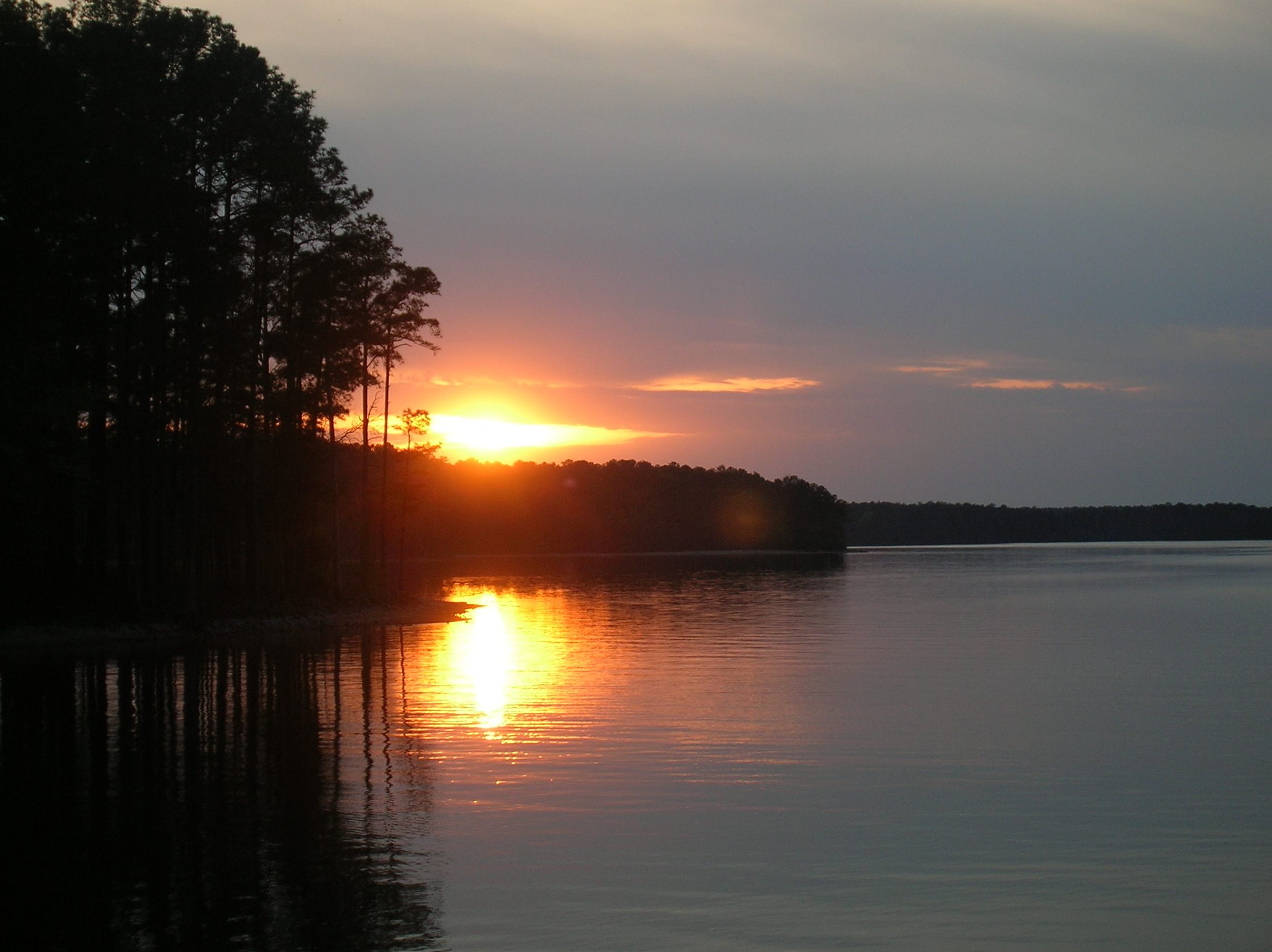
クラークスヒル貯水池

1948年、アメリカ陸軍はゴードン砦に信号通信訓練センターと軍事警察学校を移設したことで、町の様相が新しくなった。その後の1948年11月、新しく建設されたダムにより、クラークスヒル貯水池ができ、水力発電によるエネルギーを供給するようになった。1950年、原子力発電施設を運転するサバンナ・リバー・サイトを建設する計画が発表され、市の人口は約5万人にまで膨れた。オーガスタは20世紀後半、南部の都市工業地帯の先駆けとなった。
アメリカの公民権運動は合衆国の他の地域同様オーガスタにも影響を与えた。1961年、ソウルミュージシャンのレイ・チャールズは、ベル・オーディトリアムの公演に先立って、黒人の聴衆が白人によって隔離されバルコニーに座らされることを知って、その公演を中止した。
1970年5月、ケント・オハイオ州立大学射殺事件とジャクソン・ミシシッピ州立大学殺人事件が発生。
同月11日には、警察の留置所で黒人の容疑者が殴り殺されたと噂から抗議デモが行われたが、やがて暴動に発展。暴徒は市内の商店から略奪、放火を繰り返した。暴動を鎮圧するために出動した州兵と警察官は、暴徒に向け発砲。3人が射殺、20人以上が負傷した。
1970年代遅くにオーガスタの中心街から郊外のショッピングセンターへの遷移が始まった。これが都市の荒廃傾向に繋がった。この傾向に抗して、市の政治家と実業家指導者はオーガスタの隠れた川沿い（堤で隠されていた）を美しい川沿いの遊歩道に変え、公園、円形競技場、ホテル、博物館および画廊を備えて生き返らせた。川沿いの遊歩道の最初の部分は1980年代遅くに開放され、1990年代初めまで拡張が続いた。しかし川沿いの再生はオーガスタの主要道路を蘇らせるようには見えなかった。大通りブロード・ストリートから事業家が去り、商店の扉は閉ざされた。
1995年芸術家集団と中心街の支援者がファースト・フライディと呼ぶ毎月の催しを始めた。その目的を中心街に群集を呼び戻すことに据えた夜の祭りであった。地元の音楽隊やストリート・パフォーマーを呼び、画廊は遅くまで開けていた。1995年以降、新しい事業が中心街に戻ってきた。多くの新しいレストランやバーである。ブロード・ストリートの上部ブロックはアーティスト・ローと命名され地元の者が所有する画廊が幾つか集まった。ファースト・フライディは現在も続いており、中心街の再生努力を続けている。エンタプライズ・ミルが最近改装されて事務所や住居が新しくなった。新しい住居が中心街で建設されている。事業が中心街に戻り新たな繁栄をもたらしつつある。

## 政府

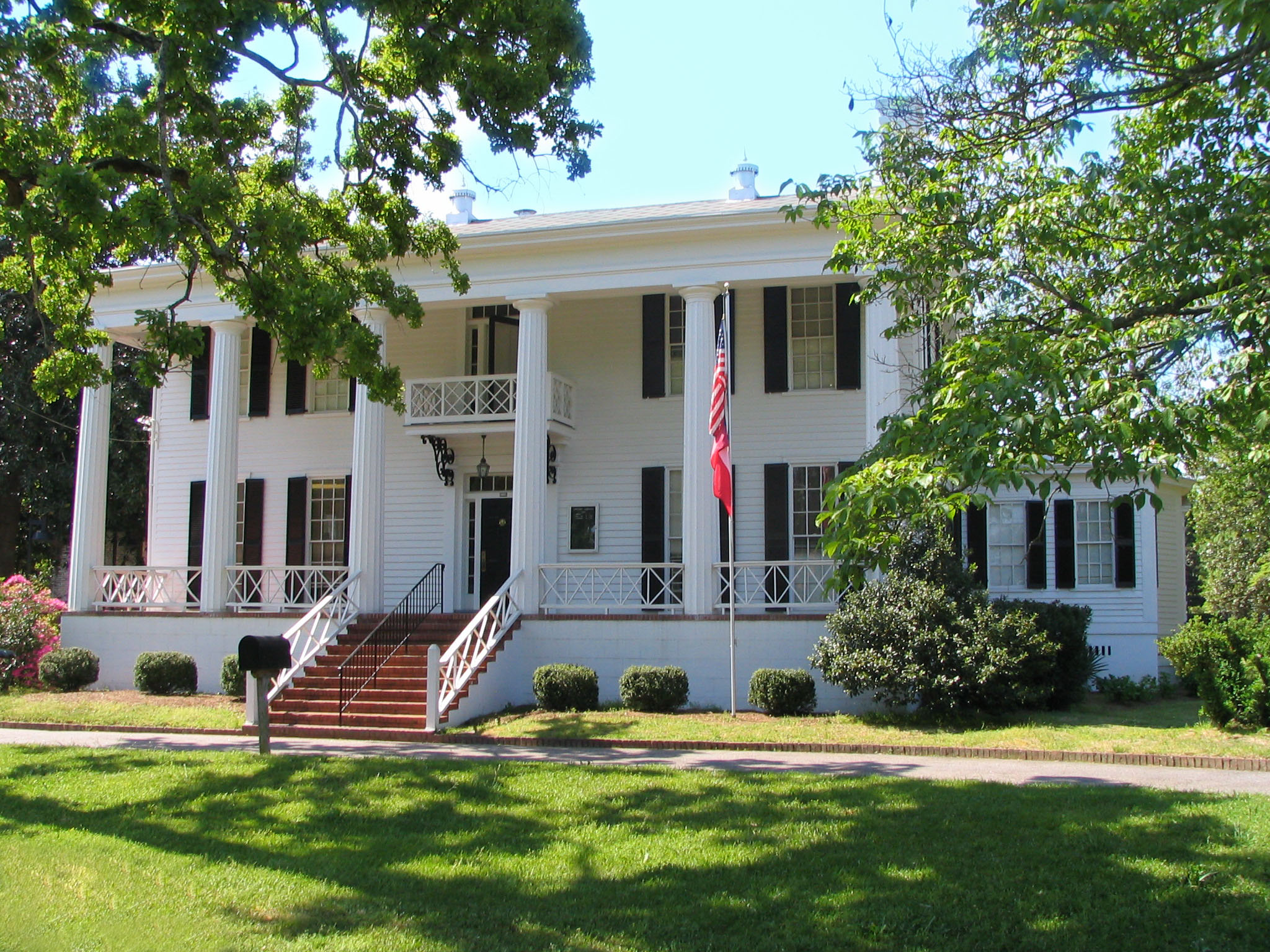
アップルビー図書館

1996年、オーガスタ市とリッチモンド郡の行政府が1つの行政府となり、「オーガスタ＝リッチモンド郡」となった。一元化された行政府には市長が1人、市議会議員が10人いる。市議会議員のうち8人はそれぞれの地区を代表しており、残りの2人は8地区で構成される大地区の代表である。
オーガスタの政治はしばしば人種を基にされる傾向があり、市の以前の役職者は論争の中心となってきた。オーガスタ選出ジョージア州上院議員のチャールズ・ウォーカー（民主党）は、2005年に多くの連邦法重罪で告訴され、辞職させられた。同じ頃、元オーガスタ選出州下院議員ロビン・ウィリアムズ（共和党）も、連邦法重罪で告訴された。隣のコロンビア郡出身で元ジョージア州学校監察官リンダ・シュレンコは州の教育予算を横領し、落選した州知事選挙運動と美容整形手術に注ぎ込んだ容疑の多くの連邦法の汚職罪で、最近有罪を認めた。シュレンコは8年間の禁固刑を宣告された。元市長エド・マッキンタイアは、私有財産の川沿いの土地に関して1980年代半ばに収賄と恐喝の罪で起訴された。オーガスタ＝リッチモンド郡は、20世紀前半の大部分を政治的に独占したクラッカーズのような長い歴史を持つ民主党の政治機構がある。サウスサイド・マフィアは、20世紀の後半、1996年の一元化まで地方政治を支配する政治機構であった。

## 都市圏
オーガスタは、ジョージア州とサウスカロライナ州に跨る4つの郡から構成されるオーガスタ＝エーケン都市圏で最大の都市である。この都市圏に含まれるのはオーガスタ＝リッチモンド郡の他に、コロンビア郡、サウスカロライナ州のエーケン郡とエッジフィールド郡である。2005年の合衆国統計によれば、都市圏推定人口は520,332人である。
オーガスタはCSRA地域開発センターの主要都市でもある。CSRAはサバンナ川中央地域を指し、東中部ジョージアの14の郡と41の都市で構成されている。CSRAは都市圏には定義されないが、構成員の郡や都市の企画、経済開発、企業貸し出し、情報技術および行政活動を支援する州の経済協同事業体となっている。

## 教育

### 大学
オーガスタには3つの高等教育機関がある。総合大学、工業大学、および私立大学、各一校である。
- オーガスタ大学（ジョージア健康科学大学とオーガスタ州立大学が2013年に合併）
- オーガスタ工科大学
- ペイン・カレッジ

また以下の高等教育機関がオーガスタ（もしくはオーガスタ都市圏）にサテライトキャンパスを設置している。
- 東ジョージア州立大学（メインキャンパスは同州スウェインズボロ市）
- ジョージア軍学校（メインキャンパスは同州ミレッジビル市）

### 公立学校
オーガスタ市には、リッチモンド郡教育委員会の管轄で、8つの高校、10の中等学校、36の小学校、4つの専門学校および3つの他の学校がある。
高等学校、専門学校
- リッチモンド郡専門学校、1783年設立
- ジョージ・P・バトラー高校
- クロス・クリーク高校
- グレン・ヒルズ高校
- ヘフジバー高校
- ルーシー・C・レイニー高校
- T.W.ジョージー高校
- ウエストサイド高校
- A.R.ジョンソン健康科学技術専門学校
- ディビッドソン美術学校

## スポーツ

### チーム
オーガスタには3つのプロ（マイナー）競技チームがある。オーガスタ・グリーンジャケッツは市で一番古いスポーツクラブで1988年にオーガスタ・パイレーツとして始まった。2018年から、隣接するサウスカロライナ州ノースオーガスタに建設されたSRPパークをホームスタジアムとしているため、厳密には現在はオーガスタのチームではない。アトランタ・ブレーブス傘下のクラスA（ロウA）として活動している。1998年、東海岸ホッケー・リーグのローリー・アイスキャップスがオーガスタを本拠とし名前をオーガスタ・リンクスに変えた。AF2室内フットボールのチーム、オーガスタ・スタリオンズが2000年から2006年まであり、2006年からはオーガスタ・スパルタンズとなって、世界室内フットボール・リーグで競技している。オーガスタにはオーガスタ・ファイアボールというサッカー・クラブもあったが、2シーズン競技した後廃部した。
| クラブ名                       | 競技             | 所属リーグ                   | 競技場                         |
| ------------------------------ | ---------------- | ---------------------------- | ------------------------------ |
| オーガスタ・グリーンジャケッツ | 野球             | ロウAイースト                | SRPパーク                      |
| オーガスタ・リンクス           | アイスホッケー   | 東海岸ホッケー・リーグ       | ジェームス・ブラウン・アリーナ |
| オーガスタ・スパルタンズ       | 室内フットボール | 世界室内フットボール・リーグ | ジェームス・ブラウン・アリーナ |

### 競技会

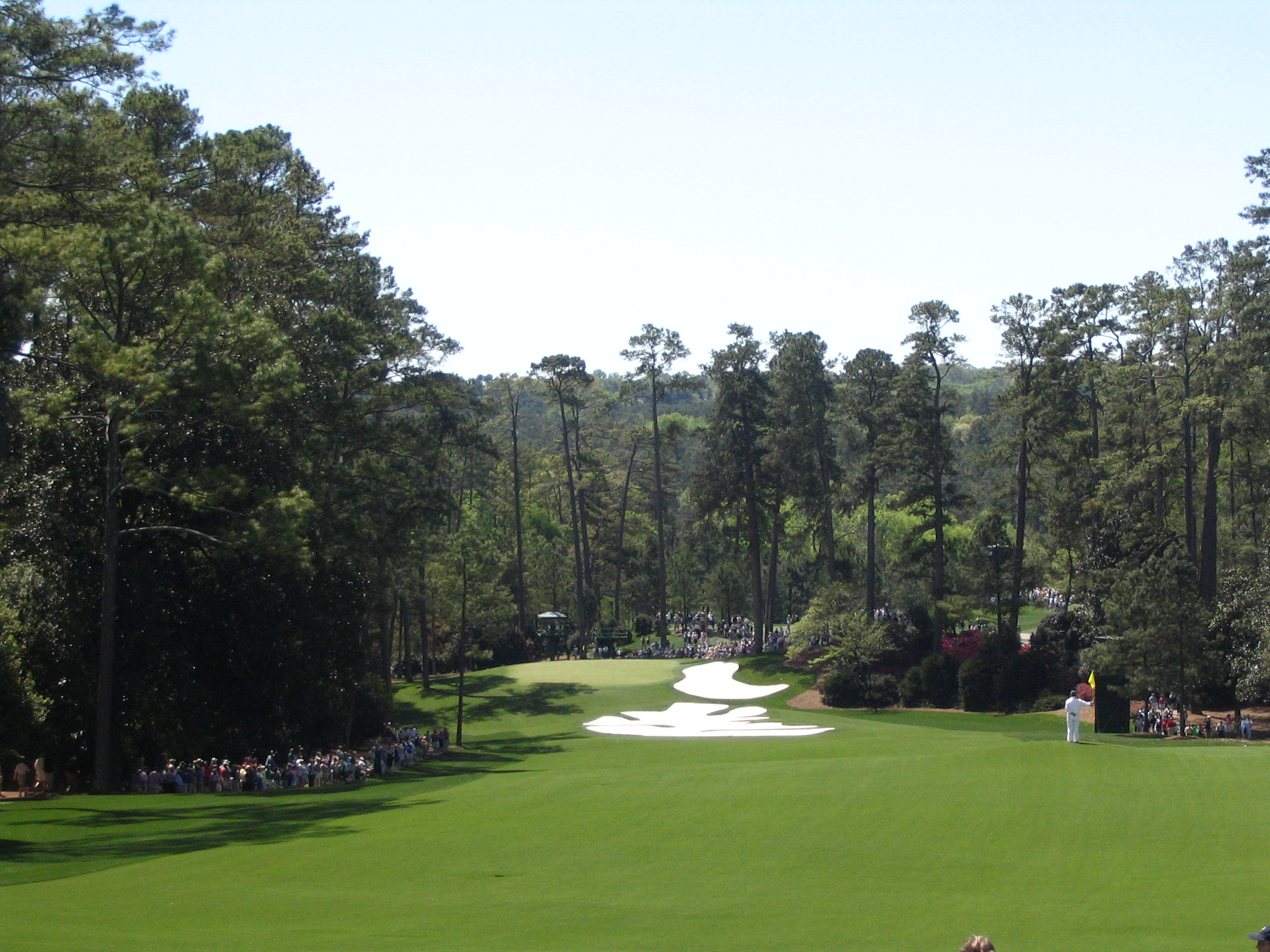
オーガスタ・ナショナル・ゴルフクラブ

オーガスタ・ナショナル・ゴルフクラブでは、毎年メジャー選手権の一つであるマスターズ・トーナメントが開催されている。毎年春に行われる大会期間中は、スポーツの中でも最も権威のある大会の一つであるマスターズ・トーナメントを観戦するために、世界中から集まったゴルフファンでオーガスタ周辺は賑わう。オーガスタではディスク・ゴルフも盛んである。オーガスタ・トップ・ガン・シリーズは、プロフェッショナル・ディスク・ゴルフ協会の主催する競技会である。これはペンデルトン・キング公園やオルムステッド湖など様々な場所で開催されている。

## 交通
- 州間高速道路20号線
- 州間高速道路520号線
- アメリカ国道1号線
- アメリカ国道25号線
- アメリカ国道278号線
- ジョージア州道4号線
- ジョージア州道10号線
- ジョージア州道28号線
- ジョージア州道56号線
- ジョージア州道104号線
- ジョージア州道232号線
- ジョージア州道383号線
- ジョージア州道388号線

オーガスタはAugusta Public Transitのバス路線と多くのタクシーが利用できるが、主要な交通手段は自動車である。オーガスタ市内を通る主要な州間高速道路は無い。州間高速道路20号線は市の北を走り、州間高速道路520号線は市の周囲を走っている。市の中心街に直結する新しい州間高速道路の連絡路が提案されている。
オーガスタには空港が2つある。オーガスタ地域空港は市の南にある主要空港である。ダニエル・フィールドはバレー公園の外、ライツボロ道路にある私設空港である。この空港はマスターズの行われる4月にゴルファーや出資者が利用する。

## 人口動態
以下は2000年国勢調査による人口統計データである。
| 基礎データ - 人口: 195,182人 - 世帯数: 72,307世帯 - 家族数: 48,228家族 - 人口密度: 249.4人/km2（646.0人/mi2） - 住居数: 80,481軒 - 住居密度: 102.8軒/km2（266.4軒/mi2） 人種別人口構成 - 白人: 44.91% - アフリカン・アメリカン: 50.37% - ネイティブ・アメリカン: 0.27% - アジア人: 1.52% - 太平洋諸島系: 0.12% - その他の人種: 1.02% - 混血: 1.78% - ヒスパニック・ラテン系: 2.79% 年齢別人口構成 - 18歳未満: 26.8% - 18-24歳: 12.0% - 25-44歳: 29.9% - 45-64歳: 20.4% - 65歳以上: 10.9% - 年齢の中央値: 32歳 - 性比（女性100人あたり男性の人口） - 総人口: 93.2 - 18歳以上: 89.7 | 世帯と家族（対世帯数） - 18歳未満の子供がいる: 33.5% - 結婚・同居している夫婦: 41.5% - 未婚・離婚・死別女性が世帯主: 20.8% - 非家族世帯: 33.3% - 単身世帯: 27.9% - 65歳以上の老人1人暮らし: 8.5% - 平均構成人数 - 世帯: 2.55人 - 家族: 3.13人 収入と家計 - 収入の中央値 - 世帯: 32,972米ドル - 家族: 38,431米ドル - 性別 - 男性: 29,663米ドル - 女性: 22,764米ドル - 人口1人あたり収入: 17,117米ドル - 貧困線以下 - 対人口: 19.6% - 対家族数: 16.3% - 18歳未満: 27.4% - 65歳以上: 14.0% |

## テレビ局
- WJBF Channel 6, ABC 系列局
- WRDW-TV Channel 12, CBS 系列局
- WBEK-CA Channel 16, 低出力テレビ局 UPN network
- WCES-TV Channel 20, 公共放送サービス 会員局 (WGTV, Athensの再放送).
- WAGT Channel 26, NBC 系列局 (CWテレビジョンネットワーク Digital 26.2)
- WFXG Channel 54, FOX 系列局

## 雑学
- オーガスタのブロード・ストリートはアメリカで2番目に広い通りである。
- E-Z-GOとClub Carは世界で最大のゴルフ・カート製造会社であり、オークランドにある。
- Norfolk Southern鉄道とCSX鉄道がオーガスタの中心街を走っている。
- バット記念橋はアーチボルド・バットを記念して名づけられた。タイタニック号の犠牲者では世界で最初に記念された人物である。
- アースキン・コールドウェルの小説「タバコ・ロード」はリッチモンド郡が舞台である。実際にタバコ・ロードが存在し、ゴードン砦とオーガスタ地域空港を結んでいる。その地域は小説の中で叙述されている田舎の風景に似ている。
- Georgia-Pacific（製紙会社）は元々木材の会社としてオーガスタに設立された。オレゴン州ポートランドに移転し、後にアトランタに移った。
- モアハウス・カレッジはスプリングフィールド・バプテスト教会の地下にオーガスタ分校として創られた。

## 姉妹都市
- 宝塚市, 日本（1994年から）
- ビアリッツ, フランス（1992年から）

## 著名な出身者

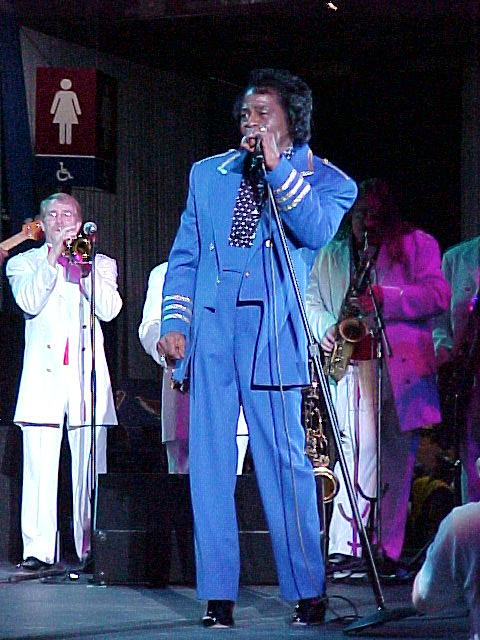
ジェームス・ブラウン

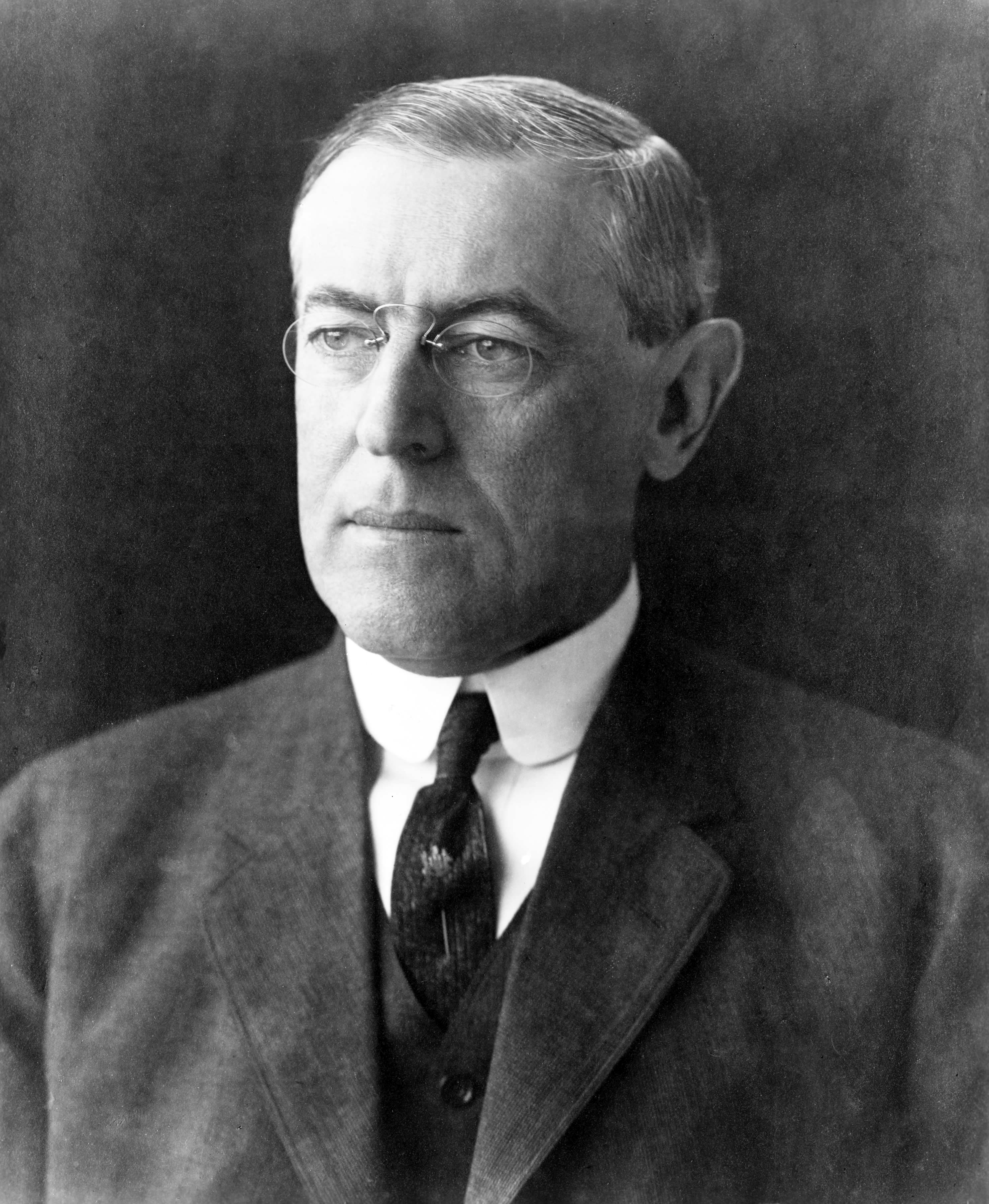
ウッドロウ・ウィルソン

- レイモンド・O・バートン; D-デイとヒュールトゲン・フォレストの戦いを指揮した少将
- ベン・バーナンキ; 現在の連邦準備制度理事会議長
- エマーソン・ブーザー; ニューヨーク・ジェッツの元スター選手
- ジェームス・ブラウン (1933-2006); ソウルミュージシャン
- アルフレッド・カミング; ユタ準州の二代目知事[8]
- イグナチウス・アルフォンソ・ヒュー (1789-1845); メソジストの牧師、エモリー大学の創設者[8]
- ローレンス・フィッシュバーン; 俳優
- バーノン・フォレスト; ボクサー、世界チャンピオン
- テリー・ギッブス; カントリーウエスタン歌手
- トマス・グラスコック (1790-1841); セミノール戦争で准将、ジョージア州選出アメリカ合衆国下院議員[8]
- ワイクリフ・ゴードン; ジャズ・トロンボーン奏者
- エイミー・グラント; シンガー・ソングライター
- デオン・グラント; NFL選手（ジャガーズ）
- トッド・グリーン; 野球選手
- ハルク・ホーガン; プロレスラー
- ボー・ジャック; ボクサー、世界チャンピオン
- ジャスパー・ジョーンズ; 画家
- シーボーン・ジョーンズ (1788-1864); ジョージア州選出アメリカ合衆国下院議員[8]
- ジョシュ・ケリー;音楽家
- オーガスタス・ボールドウィン・ロングストリート (1790-1870); 弁護士、メソジスト牧師、ユーモリスト[8]
- ラファイエット・マクローズ (1821-1897); 南軍少将[8]
- バタフライ・マックィーン; 女優 (風と共に去りぬのプリシー役)
- モンゴメリー・C・メイグス (1816-1892); 北軍の補給局長[8]
- ダン・ミラー; ジャーナリスト、TVパーソナリティ
- ラリー・マイズ; プロゴルファー
- スティーヴ・モーズ; ギター奏者、リッチモンド郡専門学校出身
- ジェシー・ノーマン; オペラ歌手
- マイケル・メイヤーズ; 地元新聞社の編集員
- フェイス・プリンス; 女優、歌手
- ダブ・テイラー; 性格俳優
- ボーン・テイラー; プロゴルファー
- ジョセフ・ウィーラー; 南北戦争の時の南軍将軍、米西戦争の時のアメリカ陸軍将軍
- ウッドロウ・ウィルソン; 第28代アメリカ合衆国大統領
- シェイ・ラウンドツリー; 俳優
- レロイ・アービン; フットボール選手
- タキオ・スパイクス; NFL選手